# Bestuurslagen per land in Afrika
Dit is een overzicht van bestuurslagen per land en apart bestuurd gebied in Afrika.
Dit overzicht maakt deel uit van een reeks van zes overzichten per werelddeel. De andere overzichten betreffen Australië en Oceanië, Azië, Europa, Noord- en Midden-Amerika en Zuid-Amerika. Antarctica is ondanks de territoriale claims niet bestuurlijk ingedeeld en heeft geen bestuurslagen.

## Uitleg

Afrika

In dit overzicht zijn opgenomen bestuurslagen van de feitelijk onafhankelijke staten in Afrika, dat wil zeggen de internationaal erkende onafhankelijke staten (leden van de Verenigde Naties) en de landen die door geen of een beperkt aantal leden van de Verenigde Naties worden erkend (Somaliland en de Westelijke Sahara).
Naast deze landen zijn ook een aantal afhankelijke gebieden en andere gebieden die geen integraal onderdeel zijn van een land, opgenomen.
Het overzicht bevat ook verwijzingen naar overzeese gebieden die volledig deel uitmaken van het moederland. Verwijzingen naar een andere entiteit in een van de overzichten worden voorafgegaan door een pijltje (→).
Per gebied wordt in een kleurenoverzicht iedere bestuurslaag vermeld. Onder een bestuurslaag wordt naast de centrale overheid van het gebied verstaan een territoriaal onderdeel van een land waar regels vastgesteld en/of beslissingen worden genomen over bepaalde gebieden en/of hun bewoners. Dat betekent dat de organen van een bestuurslaag hetzij regelgevende hetzij uitvoerende bevoegdheden hebben en vaak beschikken over eigen begrotingen. Bestuurlijke indelingen die louter administratief zijn of van statistische aard zijn daarom niet opgenomen. Evenmin zijn vrijwillige samenwerkingsverbanden van bestuurslagen opgenomen.

Indien een bestuurslaag louter gedeconcentreerde bevoegdheden wordt deze wel vermeld en daarbij cursief weergegeven. In de kleur van de bovenliggende bestuurslaag. 

Indien een deel van een land niet onder controle is van de centrale overheid wordt dat vermeld in een noot bij de landsnaam. Namen van federale eenheden en autonome deelstaten worden bij de bestuurslaag vermeld. Indien een land afhankelijke gebieden heeft (in welke vorm dan ook), worden deze ook bij het land vermeld, voor zover van toepassing met verwijzingen.
Van iedere bestuurslaag worden in de noten bij het overzicht indien beschikbaar het (staats)hoofd, de regeringsleider en de volksvertegenwoordiging en hun equivalenten vermeld. De bronnen van het overzicht worden vermeld direct na de noten in het overzicht.
De aanduidingen van de bestuurslagen en organen worden in het Nederlands en indien en voor zover beschikbaar in de nationale ambtstalen vermeld. Voor de Nederlandse aanduiding wordt in het algemeen een letterlijke vertaling gebruikt. Termen als county, borough en township worden niet in het Nederlands vertaald.
In de kleurenschema's worden de volgende kleuren gebruikt:
| bestuurslaag op federaal of centraal niveau                                                          |
| bestuurslaag op deelstaatsniveau, inclusief autonome deelstaten                                      |
| bestuurslaag op regioniveau                                                                          |
| bestuurslaag op subregioniveau                                                                       |
| bestuurslaag op subsubregioniveau of interlokaal niveau                                              |
| bestuurslaag op lokaal niveau                                                                        |
| bestuurslaag op sublokaal niveau                                                                     |
| bestuurslaag op niveau van afhankelijk gebied                                                        |
| bestuurslaag met uitsluitend gedeconcentreerde rol hebben de kleur van de laag waar zij toe behoort. |

## Landen en gebieden

### Abyei
De Bijzondere bestuursregio Abyei (Engels: Abyei Special Administrative Area; Arabisch: أبيي, Abyī) is een door →Soedan en →Zuid-Soedan betwist gebied, dat door beide landen onder toezicht van de Verenigde Naties wordt bestuurd.
| Bijzondere bestuursregio Abyei                                                              |
| Toelichting: 1. 2.                                                                          |
| Bronnen: - (en) Ayei Protocol, UNMIS - (en) United Nations Interim Security Force for Abyei |

### Algerije
De Democratische Volksrepubliek Algerije (Arabisch: الجمهورية الجَزائرية الديمقراطية الشعبية, al-Jumhūriyya al-Jazāʾiriyya ad-Dīmuqrāṭiyya aš-Šaʿbiyya; Tamazight: ⵜⴰⴳⴷⵓⴷⴰ ⵜⴰⵣⵣⴰⵢⵔⵉⵜ ⵜⴰⵎⴰⴳⴷⴰⵢⵜ ⵜⴰⵖⴻⵔⴼⴰⵏⵜ; Tagduda tazzayrit tamagdayt taɣerfant) is een onafhankelijke en algemeen erkende republiek.
| Democratische Volksrepubliek Algerije | provincies | cirkels | gemeenten |
| Toelichting: 1. 2. 3. 4. 5. |            |         |           |
| Bronnen: - (en) Constitution of the Democratic People's Republic of Algeria (staatsinrichting, artikel 16 over provincies en gemeenten) - (en) Divisons of Powers: Algeria, European Committee of the Regions, 2019 - (en) Participatory Local Democracy: Algeria, The Hunger Project, 2019 - (en) Statoids (cirkels) |            |         |           |

### Angola
De Republiek Angola (Portugees: República de Angola) is een onafhankelijke en algemeen erkende republiek.
| Republiek Angola | provincies | municipaliteiten | gemeenten             |
| Republiek Angola | provincies | municipaliteiten | stedelijke districten |
| Toelichting: 1. 2. 3. 4. 5. 6. |            |                  |                       |
| Bronnen: - (en) Constitution of the Republic of Angola (staatsinrichting, artikel 5 over provincies en gemeenten) - (en) Report of the World Observatory on Subnational Government Finance and Investment: Angola, OECD/UCLG, 2019 - Subdivisões de Angola |            |                  |                       |

### Ascension
Het Eiland Ascension (Engels: Ascencion Island) is als eiland (island) een onderdeel van →Sint-Helena, Ascension en Tristan da Cunha.

### Benin
De Republiek Benin (Frans: République du Bénin) is een onafhankelijke en algemeen erkende republiek.
| Republiek Benin | departementen | gemeenten | arrondissementen | stadswijken |
| Republiek Benin | departementen | gemeenten | arrondissementen | dorpen      |
| Toelichting: 1. 2. 3. 4. 5. 6. 7. |               |           |                  |             |
| Bronnen: - (fr) Constitution de la République du Bénin (staatsinrichting, artikel 150 voor territoriale eenheden) - (en) Report of the World Observatory on Subnational Government Finance and Investment: Benin, OECD/UCLG, 2019 - (en) Participatory Local Democracy: Benin, The Hunger Project, 2019 - (fr) Les Communes du Bénin, Ministère de la decentralisation et de la gouvernance locale (gemeenten) - (fr) Loi portant création, organisation, attributions et fonctionnement des unités administratives locales (arrondissenten, stadswijken en dorpen) |               |           |                  |             |

### Bir Tawil
Bir Tawil (Arabisch: بئر طويل, Biʾr Ṭawīl) een gebied tussen →Egypte en →Soedan dat als gevolg van een betwist grensverloop door geen van beide landen wordt geclaimd, waarmee het de facto niemandsland is.

### Botswana
De Republiek Botswana (Engels: Republic of Botswana; Setswana: Lefatshe la Botswana) is een onafhankelijke en algemeen erkende republiek.
| Republiek Botswana | steden     | steden                       |
| Republiek Botswana | towns      |                              |
| Republiek Botswana | districten | subdistricten                |
| Republiek Botswana | districten | administratieve autoriteiten |
| Toelichting: 1. 2. 3. 4. 5. 6. 7. - Naast de bovenstaande bestuurslagen kent Botswana ook de landbesturen. Een landbestuur (land board) wordt door de centrale overheid bestuurd en gaat over de verdeling van tribaal land. Daarnaast kent Botswana gewoonterechtelijke structuren in de dorpen, waar een hoofdman (kgosi) wordt gekozen. - De aanduiding town wordt niet in het Nederlands vertaald. |            |                              |
| Bronnen: - (en) Constitution of Botswana Botswana (staatsinrichting) - (en) Commonwealth Local Government Handbook: Botswana, Commonwealth Local Government Forum, 2018 - (en) Report of the World Observatory on Subnational Government Finance and Investment: Botswana, OECD/UCLG, 2019 - (en) Participatory Local Democracy: Botswana, The Hunger Project, 2019                                    |            |                              |

### Bouvet
Het Bouveteiland (Noors: Bouvetøya) is als bijland een bezitting van →Noorwegen. 

### Brits Indische Oceaanterritorium
Het Brits Indische Oceaanterritorium (Engels: British Indian Ocean Territory) is een afhankelijk gebied van het →Verenigd Koninkrijk.
| Brits Indische Oceaanterritorium |
| Toelichting: 1. 2. |
| Bronnen: - (en) Global Britain and the British Overseas Territories: Resetting the relationship, House of Commons Foreign Affairs Committee 21 februari 2019 - (en) Governance, British Indian Ocean Territory |

### Burkina Faso
Burkina Faso (Frans: Burkina Faso) is een onafhankelijke en algemeen erkende republiek.
| Burkina Faso | regio's | provincies | bijzondere statusgemeenten | arrondissementen |
| Burkina Faso | regio's | provincies | gemeenten                  |                  |
| Toelichting: 1. 2. 3. 4. 5. 6. 7. |         |            |                            |                  |
| Bronnen: - (fr) Constitution du Burkina Faso (staatsinrichting, artikel 143 e.v. over territoriale collectiviteiten) - (en) Report of the World Observatory on Subnational Government Finance and Investment: Burkina Faso, OECD/UCLG, 2019 - (en) Participatory Local Democracy: Burkina Faso, The Hunger Project, 2019 - (fr) Départements du Burkina Faso (departementen) |         |            |                            |                  |

### Burundi
De Republiek Burundi (Kirundi: Republika y'Uburundi; Frans: République du Burundi) is een onafhankelijke en algemeen erkende republiek.
| Republiek Burundi | provincies | gemeenten | zones | heuvels |
| Republiek Burundi | provincies | gemeenten | zones | wijken  |
| Toelichting: 1. 2. 3. 4. 5. 6. 7. |            |           |       |         |
| Bronnen: - (fr) Constitution de la République du Burundi (staatsinrichting, artikel 3 over indeling in provincies, gemeenten en heuvels) - (fr) IPU Parline - (en) Report of the World Observatory on Subnational Government Finance and Investment: Burundi, OECD/UCLG, 2019 |            |           |       |         |

### Canarische Eilanden
De Autonome Gemeenschap Canarische Eilanden (Spaans: Comunidad Autónoma de Canarias) is als autonome gemeenschap (comunidad autónoma) onderdeel van →Spanje. 

### Centraal-Afrikaanse Republiek
De Centraal-Afrikaanse Republiek (Frans: République centrafricaine; Sango: Ködörösêse tî Bêafrîka) is een onafhankelijke en algemeen erkende republiek.
| Centraal-Afrikaanse Republiek |         |                         |                  | autonome gemeente | arrondissementen |
| Centraal-Afrikaanse Republiek | regio's | prefecturen             | onderprefecturen | gemeenten         | gemeenten        |
| Centraal-Afrikaanse Republiek | regio's | economische prefecturen | onderprefecturen | gemeenten         | gemeenten        |
| Toelichting: 1. 2. 3. 4. 5. 6. 7. 8. |         |                         |                  |                   |                  |
| Bronnen: - (fr) Constitution de la République Centrafricaine (staatsinrichting, artikel 114 over prefecturen en gemeenten, de grondwet gebruikt de term regio's) - (en) ISO 3166-2-CF, International Organization for Standardization (prefecturen, economische prefecturen en autonome gemeente) |         |                         |                  |                   |                  |

### Ceuta
De Autonome Stad Ceuta (Spaans: Ciudad Autónoma de Ceuta) is als autonome stad (ciudad autónoma) onderdeel van →Spanje. 

Ceuta wordt geclaimd door →Marokko.

### Comoren
De Unie van de Comoren (Comorees: Udzima dwa Komori; Arabisch: الاتحاد القمري, al-Ittiḥād al-Qumurī; Frans: Union des Comores) is een onafhankelijke en algemeen erkende federale republiek.
| Unie van de Comoren | autonome eilanden Anjouan, Grande Comore en Mohéli | prefecturen | gemeenten |
| Toelichting: 1. 2. 3. 4. 5. |                                                    |             |           |
| Bronnen: - (fr) Constitution Comorienne (staatsinrichting, Titel II over de eilanden) - (fr) Raport Pays - Union des Comores, Habitat III - (fr) Les lois sur la decentralisation aux Comores |                                                    |             |           |

### Congo-Brazzaville
De Republiek Congo (Frans: République du Congo) is een onafhankelijke en algemeen erkende republiek.
| Republiek Congo |               | gemeenten  | arrondissementen |
| Republiek Congo | departementen | gemeenten  | arrondissementen |
| Republiek Congo | departementen | districten |                  |
| Toelichting: 1. 2. 3. 4. 5. 6. |               |            |                  |
| Bronnen: - (fr) Constitution de la République du Congo (staatsinrichting, artikel 208 over departementen en gemeenten) - (fr) Subdivisions de la république du Congo (departementen, gemeenten en districten) |               |            |                  |

### Congo-Kinshasa
De Democratische Republiek Congo (Frans: République Démocratique du Congo) is een onafhankelijke en algemeen erkende republiek.
| Democratische Republiek Congo | stad       | stad       | gemeenten            |
| Democratische Republiek Congo | provincies | steden     | stedelijke gemeenten |
| Democratische Republiek Congo | provincies | territoria | plattelandsgemeenten |
| Democratische Republiek Congo | provincies | territoria | hoofdmanschappen     |
| Democratische Republiek Congo | provincies | territoria | sectoren             |
| Toelichting: 1. 2. 3. 4. 5. 6. 7. 8. 9. 10. 11. |            |            |                      |
| Bronnen: - (fr) Constitution de la République Démocratique du Congo (staatsinrichting, artikel 2 over Kinshasa en de provincies en artikel 3 over de gemeenten, steden, sectoren en hoofdmanschappen) - (en) Participatory Local Democracy: Democratic Republic of Congo, The Hunger Project, 2019 - (fr) Les territoires de Congo - (fr) République démocratique du Congo : information sur les chefs coutumiers, Reliefweb - (fr) Subdivision de la république démocratique du Congo |            |            |                      |

### Djibouti
De Republiek Djibouti (Arabisch: جمهورية جيبوتي, Jumhūriyyat Jībūti; Frans: République de Djibouti) is een onafhankelijke en algemeen erkende republiek.
| Republiek Djibouti | stad    | gemeenten |
| Republiek Djibouti | regio's |           |
| Toelichting: 1. 2. 3. 4. 5. |         |           |
| Bronnen: - (fr) Constitution de la République de Djibouti (staatsinrichting, artikel 85 over territoriale collectiviteiten) - (en) Participatory Local Democracy: Djibouti, The Hunger Project, 2019 - (fr) Le président du Conseil Régional, Conseil régional d'Ali Sabieh |         |           |

### Egypte
De Arabische Republiek Egypte (Arabisch: جمهوريّة مصرالعربيّة, Jumhūriyat Miṣr al-`Arabīyah) is een onafhankelijke en algemeen erkende republiek.
| Arabische Republiek Egypte | gouvernementen         | centra                        | dorpen  |
| Arabische Republiek Egypte | gouvernementen         | secties                       | buurten |
| Arabische Republiek Egypte | gouvernementen         | steden                        | buurten |
| Arabische Republiek Egypte | gouvernementen         | gebieden onder politiebestuur |         |
| Arabische Republiek Egypte | ongeorganiseerd gebied |                               |         |
| Toelichting: 1. 2. 3. 4. 5. 6. 7. 8. |                        |                               |         |
| Bronnen: - (en) Constitution of the Arab Republic of Egypt (staatsinrichting, artikel 175 e.v. over gouvernementen, steden en lokaal bestuur) - (en) Divisons of Powers: Egypt, European Committee of the Regions, 2019 - (en) Participatory Local Democracy: Egypt, The Hunger Project, 2019 - (en) Markazes of Egypt, Statoids - (en) Rhana Khazbak: In Egypt, there is no local government, Madamasr, 16 maart 2016 - (en) Subdivisions of Egypt |                        |                               |         |

### Equatoriaal-Guinea
De Republiek Equatoriaal-Guinea (Spaans: República de Guinea Ecuatorial) is een onafhankelijke en algemeen erkende republiek.
| Republiek Equatoriaal-Guinea | regio's | provincies |            | administratieve stad |
| Republiek Equatoriaal-Guinea | regio's |            | districten | gemeenten            |
| Toelichting: 1. 2. 3. 4. 5. 6. 7. |         |            |            |                      |
| Bron: - (es) Ley Fundamental de Guinea Ecuatorial (staatsinrichting, artikel 131 en 132 over regio's, provincies, districten en gemeenten) - (es) Ley de Régimen Jurídico de la Administración General del Estado |         |            |            |                      |

### Eritrea
De Staat Eritrea (Tigrinya: ሃገረ ኤርትራ, Hagere Ertra; Engels: State of Eritrea; Arabisch: دولة إرتريا, Dawlat Iritriyya) is een onafhankelijke en algemeen erkende republiek.
| Staat Eritrea | regio's |            | subregio's |
| Staat Eritrea |         | subregio's | gebieden   |
| Toelichting: 1. 2. 3. 4. 5. |         |            |            |
| Bronnen: - (en) Constitution of Eritrea (staatsinrichting) - (nl) Algemeen ambtsbericht Eritrea 2017, blz. 19 e.v., Ministerie van Buitenlandse Zaken - (en) Participatory Local Democracy: Eritrea, The Hunger Project, 2019 - (en) Subdivisions of Eritrea (regio's en subregio's) |         |            |            |

### Ethiopië
De Federale Democratische Republiek Ethiopië (Amhaars: የኢትጵያ ፌዴራላዊ ዲሞክራሲያዊ ሪፐብሊክ; ye-Ītyōṗṗyā Fēdēralāwī Dīmōkrāsīyāwī Rīpeblīk) is een onafhankelijke en algemeen erkende federale republiek.
| Federale Democratische Republiek Ethiopië | regio's Afar, Amhara, Benishangul-Gumuz, Gambela, Harari, Oromiya, Somali, Tigray en Yedebub Biheroch Bihereseboch na Hizboch | zones                                        | districten | afdelingen |
| Federale Democratische Republiek Ethiopië | regio's Afar, Amhara, Benishangul-Gumuz, Gambela, Harari, Oromiya, Somali, Tigray en Yedebub Biheroch Bihereseboch na Hizboch | zones                                        | steden     | afdelingen |
| Federale Democratische Republiek Ethiopië | zelfstandige steden Addis Abeba en Dire Dawa                                                                                  | zelfstandige steden Addis Abeba en Dire Dawa | substeden  | afdelingen |
| Toelichting: 1. 2. 3. 4. 5. 6. 7. 8. 9. | |                                              |            |            |
| Bronnen: - (en) Constitution of the Federal Democratic Republic of Ethiopa (staatsinrichting, artikel 46 over regio's) - (en) Report of the World Observatory on Subnational Government Finance and Investment: Ethiopa, OECD/UCLG, 2019 - (en) Participatory Local Democracy: Ethiopia, The Hunger Project, 2019 - (en) Serdar Yilmaz & Varsha Venugopal: Local Government Discretion and Accountability in Ethiopia, Andrew Young School of Policy Studies, Georgia State University, 2008 - (nl) Bestuurlijke indeling van Ethiopië | |                                              |            |            |

### Franse Zuidelijke Gebieden
De Franse Zuidelijke en Antarctische Gebieden (Frans: Terres australes et antarctiques Françaises) zijn een afhankelijk gebied van →Frankrijk.
| Franse Zuidelijke en Antarctische Gebieden | districten |
| Toelichting: 1. 2. 3. |            |
| Bronnen: - (nl) Verdrag betreffende de werking van de Europese Unie (werking, waarvan artikel 2 over de bevoegdheden van de Unie en de lidstaten en artikel 355 over de relatie van de Europese Unie met de landen en gebieden overzee). - (fr) Constitution de la République française (artikel 72-3 over de Franse Zuidelijke en Antarctische Gebieden) - (fr) Gweltaz Éveillard, Le statut des terres australes et antarctiques françaises, Revue du Droit Public, vol. 124, no 1, 2008, blz. 136-137 (districten) |            |

### Gabon
De Gabonese Republiek (Frans: République gabonaise) is een onafhankelijke en algemeen erkende republiek.
| Gabonese Republiek | provincies | departement   | departement | stad     | arrondissementen      |
| Gabonese Republiek | provincies | departementen | districten  | gemeente | evt. arrondissementen |
| Gabonese Republiek | provincies | departementen | districten  | kanton   |                       |
| Toelichting: 1. 2. 3. 4. 5. 6. 7. 8. 9. |            |               |             |          |                       |
| Bronnen: - (fr) Constitution de la République Gabonaise (staatsinrichting, titel IX over lokale collectiviteiten) - (fr) Découpage administrative, DGS - (en) Assessing the Institutional Environment of Local Governments in Africa, p. 62, UCLG Africa, 2018 - (fr) Mbaye Mbengue Faye: Projet « Accès aux services de base en milieu rural et Renforcement des capacités, p. 16, Ministère de l’Energie et des Ressources Hydrauliques - (fr) Orchidées du Gabon - (en) Cantons and communes of Gabon |            |               |             |          |                       |

### Gambia
De Republiek Gambia (Engels: Republic of The Gambia) is een onafhankelijke en algemeen erkende republiek.
| Republiek Gambia | regio's | stad                  | stad     |
| Republiek Gambia | regio's | gemeente              |          |
| Republiek Gambia |         | lokaal bestuursgebied | district |
| Toelichting: 1. 2. 3. 4. 5. 6. 7. |         |                       |          |
| Bronnen: - (en) Constitution of the Republic of The Gambia (staatsinrichting, hoofdstuk XV over lokaal bestuur) - (en) Assessing the Institutional Environment of Local Governments in Africa, p. 114, UCLG Africa, 2018 (deze bron geeft een afwijkende indeling aan.) - (en) Samba Sowe: Local Government: A Cast Study of The Gambia, 2017 - (en) Country profile, GIEPA - (de) Verwaltungsgliederung Gambias - (en) Subdivisions of the Gambia |         |                       |          |

### Ghana
De Republiek Ghana (Engels: Republic of Ghana) is een onafhankelijke en algemeen erkende republiek.
| Republiek Ghana | regio's | districten               | zones                       | eenheden |
| Republiek Ghana | regio's | gemeentelijke districten | zones                       | eenheden |
| Republiek Ghana | regio's | metropolitane districten | submetropolitane districten | eenheden |
| Republiek Ghana | regio's | metropolitane districten | towns                       | eenheden |
| Republiek Ghana | regio's | metropolitane districten | gebieden                    | eenheden |
| Toelichting: 1. 2. 3. 4. 5. 6. 7. 8. 9. 10. 11. - Naast de genoemde bestuurslagen kent Ghana ook gewoonterechtelijk leiderschap met vertegenwoordigers in een deel van de vergaderingen. - De aanduiding town wordt niet in het Nederlands vertaald. |         |                          |                             |          |
| Bronnen: - (en) Constitution of the Republic of Ghana (staatsinrichting, artikel 5 over regio's, artikel 240 over districten) - (en) Commonwealth Local Government Handbook: Ghana, Commonwealth Local Government Forum, 2018 - (en) Report of the World Observatory on Subnational Government Finance and Investment: Ghana, OECD/UCLG, 2019 - (en) Participatory Local Democracy: Ghana, The Hunger Project, 2019 |         |                          |                             |          |

### Guinee
De Republiek Guinee (Frans: République de Guinée) is een onafhankelijke en algemeen erkende republiek.
| Republiek Guinee | gouvernement | gouvernement | gemeenten |
| Republiek Guinee | regio's      | prefecturen  | gemeente  |
| Toelichting: 1. 2. 3. 4. 5. 6. |              |              |           |
| Bronnen: - (fr) Constitution de la Guinée (staatsinrichting, artikel 134 over prefecturen en onderprefecturen en over regio's en gemeenten) - (en) Report of the World Observatory on Subnational Government Finance and Investment: Guinea, OECD/UCLG, 2019 - (en) Participatory Local Democracy: Guinea, The Hunger Project, 2019 - (nl) Deelgebieden van Guinee |              |              |           |

### Guinee-Bissau
De Republiek Guinee-Bissau (Portugees: Republica da Guiné-Bissau) is een onafhankelijke en algemeen erkende republiek.
| Republiek Guinee-Bissau |         | autonome sector | zelfbesturende afdelingen |
| Republiek Guinee-Bissau | regio's | sectoren        | zelfbesturende afdelingen |
| Toelichting: 1. 2. 3. 4. 5. 6. |         |                 |                           |
| Bronnen: - (pt) [Constituição da República da Guiné-Bissau Constituição da República da Guiné-Bissau] (staatsinrichting, artikel 108 ovr regio's en sectoren) - (en) Profile Guinea-Bissau, OECD (regio's, sectoren en autonome sector) |         |                 |                           |

### Ivoorkust
De Republiek Ivoorkust (Frans: République de Côte d'Ivoire) is een onafhankelijke en algemeen erkende republiek.
| Republiek Ivoorkust | regio's             | departementen | onderprefecturen | gemeenten |
| Republiek Ivoorkust | autonome districten | departementen | onderprefecturen | gemeenten |
| Toelichting: 1. 2. 3. 4. 5. 6. 7. |                     |               |                  |           |
| Bronnen: - (fr) Constitution de la République de Côte d'Ivoire (staatsinrichting, artikel 170 over de regio's en de gemeenten) - (en) Report of the World Observatory on Subnational Government Finance and Investment: Ivory Coast, OECD/UCLG, 2019 - (en) Participatory Local Democracy: Cote d'Ivoire, The Hunger Project, 2019 - (fr) Côte d'Ivoire (departementen en onderprefecturen) - (fr) Loi no 2014-451 du 05 août 2014 portant orientation de l'organisation générale de l'Administration Territoriale - (fr) Côte d'Ivoire |                     |               |                  |           |

### Kaapverdië
De Republiek Kaapverdië (Portugees: República de Cabo Verde) is een onafhankelijke en algemeen erkende republiek.
| Republiek Kaapverdië | gemeenten |
| Toelichting: 1. 2. 3. |           |
| Bronnen: - (pt) Constituiçãoda República de Cabo Verde (staatsinrichting, artikel 226 e.v. over lokaal bestuur) - (en) Report of the World Observatory on Subnational Government Finance and Investment: Cabo Verde, OECD/UCLG, 2019 - (nl) Bestuurlijke indeling van Kaapverdië |           |

### Kameroen
De Republiek Kameroen (Frans: République du Cameroun; Engels: Republic of Cameroon) is een onafhankelijke en algemeen erkende republiek.
| Republiek Kameroen | regio's | departementen | stedelijke gemeenschappen | arrondissementsgemeenten |
| Republiek Kameroen | regio's | departementen | plattelandsgemeenten      |                          |
| Toelichting: 1. 2. 3. 4. 5. 6. |         |               |                           |                          |
| Bronnen: - (fr) Constitution de la République du Cameroun (staatsinrichting, artikel 55 e.v. over regio's en gemeenten) - (en) Report of the World Observatory on Subnational Government Finance and Investment: Cameroon, OECD/UCLG, 2019 - (en) Commonwealth Local Government Handbook: Cameroon, Commonwealth Local Government Forum, 2018 - (en) Participatory Local Democracy: Cameroon, The Hunger Project, 2019 - (fr) Subdivision territoriale du Cameroun |         |               |                           |                          |

### Kenia
De Republiek Kenia (Engels: Republic of Kenya; ; Swahili: Jamhuri ya Kenya) is een onafhankelijke en algemeen erkende republiek.
| Republiek Kenia | county's       | county's |
| Republiek Kenia | steden         |          |
| Republiek Kenia | municipaliteit |          |
| Republiek Kenia | town           |          |
| Republiek Kenia | localiteiten   |          |
| Toelichting: 1. 2. 3. 4. - De aanduiding county betekent letterlijk graafschap, maar wordt in het algemeen niet vertaald. De aanduiding town wordt niet in het Nederlands vertaald. |                |          |
| Bronnen: - (en) Constitution of Kenya (staatsinrichting, artikel 176 e.v. over county's) - (en) Commonwealth Local Government Handbook: Kenya, Commonwealth Local Government Forum, 2018 - (en) Report of the World Observatory on Subnational Government Finance and Investment: Kenya, OECD/UCLG, 2019 - (en) Participatory Local Democracy: Kenya, The Hunger Project, 2019 - (nl) Bestuurlijke indeling van Kenia |                |          |

### Lesotho
Het Koninkrijk Lesotho (Zuid-Sotho: Muso oa Lesotho; Engels: Kingdom of Lesotho) is een onafhankelijke en algemeen erkende monarchie.
| Koninkrijk Lesotho | gemeente   | gemeente         |
| Koninkrijk Lesotho | districten | gemeenschappen   |
| Koninkrijk Lesotho | districten | stedelijk gebied |
| Toelichting: 1. 2. 3. 4. 5. 6. |            |                  |
| Bronnen: - (en) Constitution of the Kingdom of Lesotho (staatsinrichting) - (en) Commonwealth Local Government Handbook: Lesotho, Commonwealth Local Government Forum, 2018 - (en) National Decentralisation Policy, Ministry of Local Government, Chieftainship and Parliamentary Affairs, 2014 |            |                  |

### Liberia
De Republiek Liberia (Engels: Republic of Liberia) is een onafhankelijke en algemeen erkende republiek.
| Republiek Liberia | county's | districten |                  | steden |
| Republiek Liberia | county's | districten | townships        |        |
| Republiek Liberia | county's | districten | boroughs         |        |
| Republiek Liberia | county's | districten | hoofdmanschappen | clans  |
| Republiek Liberia | county's | districten | hoofdmanschappen | towns  |
| Toelichting: 1. 2. 3. 4. - De aanduiding county betekent letterlijk graafschap, maar wordt in het algemeen niet vertaald. Dit geldt ook voor town, township en borough. |          |            |                  |        |
| Bronnen: - (en) Constitution of the Republic of Liberia (staatsinrichting) - (en) Local Government Act 2018, UNDP (niet volledig) - (en) Overview of Liberia, Ministry of Internal Affairs - (en) Participatory Local Democracy: Liberia, The Hunger Project, 2019 - (en) Administrative divisions of Liberia |          |            |                  |        |

### Libië
De Republiek Libië (Arabisch: دولة ليبيا, Dawlat Lībiyyā) is een onafhankelijke en algemeen erkende republiek.
| Staat Libië | gemeenten |
| Toelichting: 1. 2. 3. |           |
| Bronnen: - (en) Constitution of the State of Libya (staatsinrichting) - (en) Divisons of Powers: Libya, European Committee of the Regions, 2019 - (en) Subdivisions of Libya (gemeenten en gouvernementen) - (nl) Gemeenten van Libië (gemeenten en gouvernementen) - (nl) Bestuurlijke indeling van Libië |           |

### Madagaskar
De Republiek Madagaskar (Malagassisch: Repoblikan'i Madagasikara; ; Frans: République de Madagascar) is een onafhankelijke en algemeen erkende republiek.
| Republiek Madagaskar | provincies | regio's | districten | gemeenten |
| Toelichting: 1. 2. 3. 4. 5. 6. |            |         |            |           |
| Bronnen: - (fr) Constitution de la République de Madagascar (staatsinrichting, artikel 3 en 139 e.v. over gemeenten, regio's en provincies) - (fr) Loi N° 2014 – 020 relative aux ressources des Collectivités Territoriales Décentralisées, aux modalités d’élections, ainsi qu’à l’organisation, au fonctionnement et aux attributions de leurs organes - (en) Report of the World Observatory on Subnational Government Finance and Investment: Madagacar, OECD/UCLG, 2019 - (en) Provinces of Madagascar - (fr) Subdivisions de Madagascar |            |         |            |           |

### Madeira
De Autonome Regio Madeira (Portugees: Região Autônoma da Madeira) is als autonome regio (região autônoma) onderdeel van →Portugal. 

### Malawi
De Republiek Malawi (Chichewa: Dziko La Malaŵi; ; Engels: Republic of Malawi) is een onafhankelijke en algemeen erkende republiek.
| Republiek Malawi | regio's | districten |
| Republiek Malawi | regio's | steden     |
| Republiek Malawi | regio's | gemeenten  |
| Republiek Malawi | regio's | towns      |
| Toelichting: 1. 2. 3. 4. 5. 6. 7. - De aanduiding town wordt niet in het Nederlands vertaald. |         |            |
| Bronnen: - (en) Constitution of the Republic of Malawi (staatsinrichting, artikel 146 over lokaal bestuur) - (en) Commonwealth Local Government Handbook: Malawi, Commonwealth Local Government Forum, 2018 - (en) Report of the World Observatory on Subnational Government Finance and Investment: Malawi, OECD/UCLG, 2019 - (en) Participatory Local Democracy: Malawi, The Hunger Project, 2019 |         |            |

### Mali
De Republiek Mali (Frans: République du Mali) is een onafhankelijke en algemeen erkende republiek.
| Republiek Mali | district |         | stadsgemeenten      |
| Republiek Mali | regio's  | cirkels | stadsgemeenten      |
| Republiek Mali | regio's  | cirkels | plattelandsgemeente |
| Toelichting: 1. 2. 3. 4. 5. 6. 7. |          |         |                     |
| Bronnen: - (fr) Constitution de la République du Mali (staatsinrichting, artikel 97 over lokale autoriteiten) - (en) Report of the World Observatory on Subnational Government Finance and Investment: Mali, OECD/UCLG, 2019 - (en) Participatory Local Democracy: Mali, The Hunger Project, 2019 - (fr) Collectivité territoriale au Mali (regio's, cirkels en gemeenten) - (nl) Bestuurlijke indeling van Mali |          |         |                     |

### Marokko
Het Koninkrijk Marokko (Arabisch: المملكة المغربية, al-Mamlaka al-Maghribīya; Tamazight: ⵜⴰⴳⴻⵍⴷⵉⵜ ⵏ ⴻⵍⵎⴻⵖⵔⵉⴱ, Tageldit n Elmeɣrib) is een onafhankelijk koninkrijk. De bezetting en annexatie van →Westelijke Sahara door Marokko is omstreden.
| Koninkrijk Marokko | regio's | provincies  | gemeenten |
| Koninkrijk Marokko | regio's | prefecturen | gemeenten |
| Toelichting: 1. 2. 3. 4. 5. 6. |         |             |           |
| Bronnen: - (fr) Constitution de la Royaume du Maroc (staatsinrichting, artikel 135 e.v. over regio's, provincies, prefecturen en gemeenten) - (en) Divisons of Powers: Morocco, European Committee of the Regions, 2019 - (en) Report of the World Observatory on Subnational Government Finance and Investment: Morocco, OECD/UCLG, 2019 - (en) Participatory Local Democracy: Morocco, The Hunger Project, 2019 - (fr) Organisation territoriale du Maroc (gedeconcentreerde onderdelen) - (nl) Bestuurlijke indeling van Marokko |         |             |           |

### Mauritanië
De Islamitische Republiek Mauritanië (Arabisch: الجمهورية الإسلامية الموريتانية, al-Jumhūrīyah al-Islāmīyah al-Mūrītānīyah; Frans République Islamique de Mauritanie) is een onafhankelijke en algemeen erkende republiek.
| Islamitische Republiek Mauritanië | regio's | departementen | gemeenten |
| Toelichting: 1. 2. 3. 4. 5. |         |               |           |
| Bronnen: - (fr) Constitution de la République Islamique de Mauritanie (staatsinrichting, artikel 53 over de gemeenten, versie 2017 niet beschikbaar) - (en) Report of the World Observatory on Subnational Government Finance and Investment: Mauritania, OECD/UCLG, 2019[dode link] - (en) Divisons of Powers: Mauritania, European Committee of the Regions, 2019 - (fr) Subdivisions de la Mauritanie |         |               |           |

### Mauritius
De Republiek Mauritius (Engels: Republic of Mauritius; Frans: République de Maurice; Morisien: Repiblik Moris) is een onafhankelijke en algemeen erkende republiek.
| Republiek Mauritius |                                                       | stad   |
| Republiek Mauritius | towns                                                 |        |
| Republiek Mauritius | districten                                            | dorpen |
| Republiek Mauritius | regio Rodrigues                                       |        |
| Republiek Mauritius | afhankelijkheden Agalega-eilanden en Cargados Carajos |        |
| Toelichting: 1. 2. 3. 4. 5. 6. 7. 8. - De aanduiding town wordt niet in het Nederlands vertaald. |                                                       |        |
| Bronnen: - (en) Constitution of the Republic of Mauritius (staatsinrichting, hoofdstuk VIa over Rodrigues) - (en) Report of the World Observatory on Subnational Government Finance and Investment: Mauritius, OECD/UCLG, 2019 - (en) Commonwealth Local Government Handbook: Mauritius, Commonwealth Local Government Forum, 2018 - (en) Participatory Local Democracy: Mauritius, The Hunger Project, 2019 |                                                       |        |

### Mayotte
Het Departement Mayotte (Frans: Département de Mayotte) is als territoriale collectiviteit (collectivité territoriale) onderdeel van →Frankrijk. 

Mayotte wordt geclaimd door de →Comoren. 

### Melilla
De Autonome Stad Melilla (Spaans: Ciudad Autónoma de Melilla) is als als autonome stad (ciudad autónoma) onderdeel van →Spanje. 

Melilla wordt geclaimd door →Marokko. 

### Mozambique
De Republiek Mozambique (Portugees: Republica de Moçambique) is een onafhankelijke en algemeen erkende republiek.
| Bestuurslagen in Mozambique | Bestuurslagen in Mozambique | Bestuurslagen in Mozambique | Bestuurslagen in Mozambique | Bestuurslagen in Mozambique | Bestuurslagen in Mozambique | Bestuurslagen in Mozambique |
| --- | --------------------------- | --------------------------- | --------------------------- | --------------------------- | --------------------------- | --------------------------- |
| Republiek Mozambique |                             |                             |                             | stad                        | gemeentelijk districten     | wijken                      |
| Republiek Mozambique | provincies                  | districten                  |                             | gemeenten                   | gemeenten                   | lokaliteiten                |
| Republiek Mozambique | provincies                  | districten                  | administratieve posten      | dorpen                      | dorpen                      | lokaliteiten                |
| Toelichting: 1. 2. 3. 4. 5. 6. 7. 8. 9. 10. 11. |                             |                             |                             |                             |                             |                             |
| Bronnen: - (pt) Constituição da República de Moçambique (staatsinrichting, artikel 7 over provincies, districten, administratieve posten en de lokaliteiten en 273 over de municipaliteiten en dorpen op het niveau avn de administratieve posten) - (en) Commonwealth Local Government Handbook: Mozambique, Commonwealth Local Government Forum, 2018 - (en) Report of the World Observatory on Subnational Government Finance and Investment: Mozambique, OECD/UCLG, 2019 - (en) Participatory Local Democracy: Mozambique, The Hunger Project, 2019 - (pt) Subdivisões de Moçambique - (pt) Maputo |                             |                             |                             |                             |                             |                             |

### Namibië
De Republiek Namibië (Engels: Republic of Namibia) is een onafhankelijke en algemeen erkende republiek.
| Republiek Namibië | regio's        | gemeenten categorie I (stad) |
| Republiek Namibië | regio's        | gemeenten categorie II       |
| Republiek Namibië | regio's        | towns                        |
| Republiek Namibië | regio's        | dorpen                       |
| Republiek Namibië | nederzettingen |                              |
| Toelichting: 1. 2. 3. 4. 5. 6. 7. 8. - De aanduiding town wordt niet in het Nederlands vertaald. |                |                              |
| Bronnen: - (en) Constitution of (staatsinrichting, hoofdstuk XII over regionaal en lokaal bestuur) - (en) Commonwealth Local Government Handbook: Namibia, Commonwealth Local Government Forum, 2018 - (en) Report of the World Observatory on Subnational Government Finance and Investment: Namibia, OECD/UCLG, 2019 |                |                              |

### Niger
De Republiek Niger (Frans: République du Niger) is een onafhankelijke en algemeen erkende republiek.
| Republiek Niger |         |               | stedelijke gemeenschap    | stadsgemeenten |
| Republiek Niger | regio's | departementen | stedelijke gemeenschappen | stadsgemeenten |
| Republiek Niger | regio's | departementen | stadsgemeenten            |                |
| Republiek Niger | regio's | departementen | plattelandsgemeenten      |                |
| Toelichting: 1. 2. 3. 4. 5. 6. 7. 8. |         |               |                           |                |
| Bronnen: - (fr) Constitution de la République du Niger (staatsinrichting, titel IX over territoriale collectiviteiten) - (en) Report of the World Observatory on Subnational Government Finance and Investment: Niger, OECD/UCLG, 2019 - (en) Participatory Local Democracy: Niger, The Hunger Project, 2019 |         |               |                           |                |

### Nigeria
De Federale Republiek Nigeria (Engels: Federal Republic of Nigeria) is een onafhankelijke en algemeen erkende federale republiek.
| Federale Republiek Nigeria | staten                         | lokale bestuursgebieden |
| Federale Republiek Nigeria | federaal hoofdstadsterritorium | gebieden                |
| Toelichting: 1. 2. 3. 4. 5. 6. |                                |                         |
| Bronnen: - (en) Constitution of the Federal Republic of Nigeria (staatsinrichting, artikel 2 en 3 over de staten het federaal hoofdstadsterritorium en 7 over lokaal bestuur) - (en) Commonwealth Local Government Handbook: Nigeria, Commonwealth Local Government Forum, 2018 - (en) Report of the World Observatory on Subnational Government Finance and Investment: Nigeria, OECD/UCLG, 2019 - (en) Participatory Local Democracy: Nigeria, The Hunger Project, 2019 - (nl) Bestuurlijke indeling van Nigeria |                                |                         |

### Oeganda
De Republiek Oeganda (Swahili: Jamhuri ya Uganda; Engels: Republic of Uganda) is een onafhankelijke en algemeen erkende republiek.
| Bestuurslagen in Oeganda | Bestuurslagen in Oeganda | Bestuurslagen in Oeganda | Bestuurslagen in Oeganda | Bestuurslagen in Oeganda | Bestuurslagen in Oeganda | Bestuurslagen in Oeganda |
| --- | ------------------------ | ------------------------ | ------------------------ | ------------------------ | ------------------------ | ------------------------ |
| Republiek Oeganda | hoofdstad                | hoofdstad                | divisies                 | afdelingen               | cellen                   |                          |
| Republiek Oeganda | districten               | municipaliteiten         | divisies                 | afdelingen               | cellen                   |                          |
| Republiek Oeganda | districten               | county's                 | sub-county's             | parochies                | dorpen                   |                          |
| Toelichting: 1. 2. 3. 4. 5. 6. 7. 8. 9. 10. 11. 12. - Naast deze bestuurslagen kent Oeganda ook koninkrijken. Een koninkrijk (kingdom) is een traditionele instelling met culturele bevoegdheden met een koning (king) aan het hoofd. - De aanduiding (sub)county betekent letterlijk (onder)graafschap, maar wordt in het algemeen niet vertaald. De aanduiding town wordt niet in het Nederlands vertaald.                                                                                  |                          |                          |                          |                          |                          |                          |
| Bronnen: - (en) Constitution of the Republic of Uganda (staatsinrichting, hoofdstuk 11 over lokaal bestuur, inclusief districten, subcounty's en gemeenten) - (en) Commonwealth Local Government Handbook: Uganda, Commonwealth Local Government Forum, 2018 - (en) Report of the World Observatory on Subnational Government Finance and Investment: Uganda, OECD/UCLG, 2019 - (en) Participatory Local Democracy: Uganda, The Hunger Project, 2019 - (nl) Bestuurlijke indeling van Oeganda |                          |                          |                          |                          |                          |                          |

### Prins Edwardeilanden
De Prins Edwardeilanden (Engels: Prince Edward Islands) zijn als bezitting een niet ingedeeld onderdeel van →Zuid-Afrika. 

### Réunion
De Regio en Departement Réunion (Frans: Région et Département de La Réunion) is als overzeese regio (région) en departement (département) onderdeel van →Frankrijk. 

### Rodrigues
Rodrigues (Engels: Rodrigues) is als regio (region) een onderdeel van →Mauritius.

### Rwanda
De Republiek Rwanda (Kinyarwanda: Repubulika y'u Rwanda; Frans République of Rwanda; Engels: Republic of Rwanda) is een onafhankelijke en algemeen erkende republiek.
| Republiek Rwanda | stad       | districten | sectoren | cellen |
| Republiek Rwanda | provincies | districten | sectoren | cellen |
| Toelichting: 1. 2. 3. 4. 5. 6. 7. |            |            |          |        |
| Bronnen: - (en) Constitution of the Rwandese Republic (staatsinrichting) - (en) Commonwealth Local Government Handbook: Rwanda, Commonwealth Local Government Forum, 2018 - (en) Report of the World Observatory on Subnational Government Finance and Investment: Rwanda, OECD/UCLG, 2019 - (en) Participatory Local Democracy: Rwanda, The Hunger Project, 2019 |            |            |          |        |

### Sao Tomé en Principe
De Democratische Republiek Sao Tomé en Principe (Portugees: República Democrática de São Tomé e Príncipe) is een onafhankelijke en algemeen erkende republiek.
| Democratische Republiek Sao Tomé en Principe | districten              |
| Democratische Republiek Sao Tomé en Principe | autonome regio Principe |
| Toelichting: 1. 2. 3. 4. |                         |
| Bronnen: - (pt) Constituição da República Democrática de São Tomé e Príncipe (staatsinrichting, titel IX over de autonome regio en de districten) |                         |

### Senegal
De Republiek Senegal (Frans: République du Sénégal; Wolof: Réewum Senegaal) is een onafhankelijke en algemeen erkende republiek.
| Republiek Senegal | regio's | departementen | arrondissementen | steden                    | arrondissementsgemeenten |
| Republiek Senegal | regio's | departementen | arrondissementen | gemeenten                 |                          |
| Republiek Senegal | regio's | departementen | arrondissementen | plattelandsgemeenschappen |                          |
| Toelichting: 1. 2. 3. 4. 5. 6. 7. 8. 9. |         |               |                  |                           |                          |
| Bronnen: - (en) Constitution of Senegal (staatsinrichting, artikel 102 over lokaal bestuur) - (en) Report of the World Observatory on Subnational Government Finance and Investment: Senegal, OECD/UCLG, 2019 - (en) Participatory Local Democracy: Senegal, The Hunger Project, 2019 |         |               |                  |                           |                          |

### Seychellen
De Republiek Seychellen (Engels: Republic of Seychelles) is een onafhankelijke en algemeen erkende republiek.
| Republiek Seychellen | districten |
| Toelichting: 1. 2. 3. |            |
| Bronnen: - (en) Constitution of the Republic of Seycheles (staatsinrichting) - (en) Commonwealth Local Government Handbook: Seychelles, Commonwealth Local Government Forum, 2018 |            |

### Sierra Leone
De Republiek Sierra Leone (Engels: Republic of Sierra Leone) is een onafhankelijke en algemeen erkende republiek.
| Republiek Sierra Leone | provincies | steden                     | hoofdmanschappen           |
| Republiek Sierra Leone | provincies | districten                 | hoofdmanschappen           |
| Republiek Sierra Leone | gebied     | stedelijk district en stad | stedelijk district en stad |
| Republiek Sierra Leone | gebied     | plattelandsdistrict        | dorpen                     |
| Toelichting: 1. 2. 3. 4. 5. 6. 7. 8. 9. 10. |            |                            |                            |
| Bronnen: - (en) Constitution of the Republic of Sierra Leone (staatsinrichting) - (en) Commonwealth Local Government Handbook: Sierra Leone, Commonwealth Local Government Forum, 2018 - (en) Report of the World Observatory on Subnational Government Finance and Investment: Sierra Leone, OECD/UCLG, 2019 - (en) Participatory Local Democracy: Sierra Leone, The Hunger Project, 2019 |            |                            |                            |

### Sint-Helena, Ascension en Tristan da Cunha
Sint-Helena, Ascension en Tristan da Cunha (Engels: Saint Helena, Ascension and Tristan da Cunha) is een afhankelijk gebied van het →Verenigd Koninkrijk.
| Sint-Helena, Ascension en Tristan da Cunha | Sint-Helena                            |
| Sint-Helena, Ascension en Tristan da Cunha | eilanden Ascension en Tristan da Cunha |
| Toelichting: 1. 2. 3. |                                        |
| Bronnen: - (en) Global Britain and the British Overseas Territories: Resetting the relationship, House of Commons Foreign Affairs Committee 21 februari 2019 - (en) Constitution of St. Helena, Ascension and Tristan da Cunha (algemeen, hoofdstuk 2 over Ascension en hoofdstuk 3 over Tristan da Cunha) |                                        |

### Socotra
Het Gouvernement Socotra-Archipel (Arabisch: محافظة أرخبيل سقطرى, Muḥāfaẓat Arḫabīl Suquṭrā) is als gouvernement (محافظة, muḥāfaẓä) een onderdeel van →Jemen. 

### Soedan
De Republiek Soedan (Arabisch: جمهورية السودان, Jumhūriyyat as-Sūdān) is een onafhankelijke en algemeen erkende federale republiek.
| Republiek Soedan | staten | districten |
| Toelichting: 1. 2. 3. 4. |        |            |
| Bronnen: - (en) Constitution of the Republic of Sudan (staatsinrichting, deel XII over de staten) - (en) Participatory Local Democracy: Sudan, The Hunger Project, 2019 |        |            |

### Somalië
De Federale Republiek Somalië (Somalisch: Jamhuuriyadda Federaalka Soomaaliya; Arabisch: جمهورية الصومال الفدرالية, Jumhūriyyat aṣ-Ṣūmāl al-Fideraaliya) is een onafhankelijke en algemeen erkende federale republiek. De eenzijdige afscheiding van →Somaliland is niet algemeen erkend.
| Federale Republiek Somalië | staten | regio's | districten |
| Toelichting: 1. 2. 3. 4. 5. |        |         |            |
| Bronnen: - (en) Constitution of the Federal Republic of Somalia (staatsinrichting, artikel 48 e.v. en 120 over staten) - (en) EASO Country of Origin Information Report - Security situation Somalia 2017, p. 18 e.v., European Asylum Support Office (staten en regio's) - (en) Administrative divisions of Somalia (staten, regio's en districten) - (nl) Bestuurlijke indeling van Somalië |        |         |            |

### Somaliland
De Republiek Somaliland (Somalisch: Jamhuriyadda Somaliland; Arabisch: جمهورية أرض الصومال, Jumhūrīyat Arḍ aṣ-Ṣūmāl) is een niet-algemeen erkende onafhankelijke republiek, afgescheiden van →Somalië. 
| Republiek Somaliland | regio's | districten |
| Toelichting: 1. 2. 3. 4. |         |            |
| Bron: - (en) Constitution of the Republic of Somaliland (staatsinrichting, artikel 109 e.v. over regio's en districten) - (en) Somaliland Local Government Laws, Somalilandlaw, 2012 |         |            |

### Swaziland
Het Koninkrijk Swaziland (siSwati: Umboso weSwatini; Engels: Kingdom of Eswatini) is een onafhankelijke en algemeen erkende monarchie.
| Koninkrijk Eswatini | regio's | steden            | steden           |
| Koninkrijk Eswatini | regio's | towns             |                  |
| Koninkrijk Eswatini | regio's | ontmoetingsplaats | hoofdmanschappen |
| Toelichting: 1. 2. 3. 4. 5. 6. 7. - De aanduiding town wordt niet in het Nederlands vertaald. |         |                   |                  |
| Bronnen: - (en) Constitution of the Kingdom of eSwatini (staatsinrichting, hoofdstuk XIII over lokaal bestuur) - (en) Commonwealth Local Government Handbook: Swaziland, Commonwealth Local Government Forum, 2018 - (en) Report of the World Observatory on Subnational Government Finance and Investment: eSwatini, OECD/UCLG, 2019 - (en) Participatory Local Democracy: Swaziland, The Hunger Project, 2019 |         |                   |                  |

### Tanzania
De Verenigde Republiek Tanzania (Swahili: Jamhuri ya Muungano wa Tanzania; Engels: United Republic of Tanzania) is een onafhankelijke en algemeen erkende republiek.
Engels.
| Verenigde Republiek Tanzania | vasteland               | regio   | stad            | districten      |
| Verenigde Republiek Tanzania | vasteland               | regio's | stadsdistricten | stadsdistricten |
| Verenigde Republiek Tanzania | vasteland               | regio's | districten      | dorpen          |
| Verenigde Republiek Tanzania | autonome regio Zanzibar | regio's | stadsdistricten | stadsdistricten |
| Verenigde Republiek Tanzania | autonome regio Zanzibar | regio's | districten      | dorpen          |
| Toelichting: 1. 2. 3. 4. 5. 6. 7. 8. 9. |                         |         |                 |                 |
| Bronnen: - (en) Constitution of the United Republic of Tanzania (staatsinrichting, artikel 2 en hoofdstuk 8 over regio's, districten en lokale organen) - (en) ISO 3166-2-TZ, International Organization for Standardization (regio's) - (en) Commonwealth Local Government Handbook: Tanzania, Commonwealth Local Government Forum, 2018 - (en) Report of the World Observatory on Subnational Government Finance and Investment: Tanzania, OECD/UCLG, 2019 - (en) Participatory Local Democracy: Tanzania, The Hunger Project, 2019 - (en) [ikuluzanzibar.go.tz/en President's Office and Chairman of Revolutionary Council, Zanzibar] |                         |         |                 |                 |

### Togo
De Togolese Republiek (Frans: République togolaise) is een onafhankelijke en algemeen erkende republiek.
| Togolese Republiek | regio's |             | gemeente  |
| Togolese Republiek | regio's | prefecturen | gemeenten |
| Toelichting: 1. 2. 3. 4. 5. |         |             |           |
| Bronnen: - (fr) Constitution de la République Togolaise (staatsinrichting, artikel 141 e.v. over regio's en gemeenten) - (en) Report of the World Observatory on Subnational Government Finance and Investment: Togo, OECD/UCLG, 2019 - (fr) Subdivisions du Togo (regio's en prefecturen) - (nl) Bestuurlijke indeling van Togo |         |             |           |

### Tristan da Cunha
Tristan da Cunha (Engels: Tristan da Cunha) is als eiland (island) een onderdeel van →Sint-Helena, Ascension en Tristan da Cunha.

### Tsjaad
De Republiek Tsjaad (Frans: République du Tchad; Arabisch: جمهورية تشاد, Jumhūriyyat Tshād) is een onafhankelijke en algemeen erkende republiek.
| Republiek Tsjaad | stad       | stad          | gemeentelijk arrondissementen |
| Republiek Tsjaad | provincies | departementen | gemeenten                     |
| Toelichting: 1. 2. 3. 4. 5. 6. 7. |            |               |                               |
| Bronnen: - (fr) Constitution de la République du Tchad (staatsinrichting, artikel 201 e.v. over provincies en gemeenten en artikel 208 over de departementen) - (en) Report of the World Observatory on Subnational Government Finance and Investment: Chad, OECD/UCLG, 2019 - (fr) Administration territoriale du Tchad - (nl) Bestuurlijke indeling van Tsjaad |            |               |                               |

### Tunesië
De Republiek Tuniesië (Arabisch: الجمهورية التونسية, al-Jumhūriyyah at-Tūnisiyyah) is een onafhankelijke en algemeen erkende republiek.
| Republiek Tunesië | provincies | delegaties | gemeenten |
| Toelichting: 1. 2. 3. 4. 5. |            |            |           |
| Bronnen: - (fr) Constitution de la République Tunisienne (staatsinrichting, artikel 131 over gemeenten, regio's en districten) - (en) Report of the World Observatory on Subnational Government Finance and Investment: Tunisia, OECD/UCLG, 2019 - (en) Divisons of Powers: Tunisia, European Committee of the Regions, 2019 - (en) Participatory Local Democracy: Tunisia, The Hunger Project, 2019 |            |            |           |

### Westelijke Sahara/SADR
De Arabische Democratische Republiek Sahara (Arabisch: الجمهورية العربية الصحراوية الديمقراطية, Al-Ŷumhūrīyyah Al-`Arabīyyah Aṣ-Ṣaḥrāwīyyah Ad-Dīmuqrāṭīyyah) is een niet-algemeen erkende republiek. De bezetting en annexatie van de Westelijke Sahara door →Marokko is omstreden.
| Arabische Democratische Republiek Sahara | provincies |
| Toelichting: 1. 2. 3. |            |
| Bronnen: - (en) Constitución de la República Árabe Saharaui Democrática (staatsinrichting, artikel 16 over provincies, cirkels en gemeenten, in het Spaans met provincias, municipios en distritos) |            |

### Zambia
De Republiek Zambia (Engels: Republic of Zambia) is een onafhankelijke en algemeen erkende republiek.
| Republiek Zambia | provincies | steden     |
| Republiek Zambia | provincies | gemeenten  |
| Republiek Zambia | provincies | districten |
| Toelichting: 1. 2. 3. 4. 5. 6. |            |            |
| Bronnen: - (en) Constitution of Zambia act (staatsinrichting, deel IX e.v. over provincies en lokaal bestuur) - (en) Commonwealth Local Government Handbook: Zambia, Commonwealth Local Government Forum, 2018 - (en) Report of the World Observatory on Subnational Government Finance and Investment: Zambia, OECD/UCLG, 2019 - (en) Participatory Local Democracy: Zambia, The Hunger Project, 2019 |            |            |

### Zimbabwe
De Republiek Zimbabwe (Engels: Republic of Zimbabwe) is een onafhankelijke en algemeen erkende republiek.
| Republiek Zimbabwe |            | steden                  |
| Republiek Zimbabwe | provincies | plattelandsdistricten   |
| Republiek Zimbabwe | provincies | gemeenten               |
| Republiek Zimbabwe | provincies | steden                  |
| Republiek Zimbabwe | provincies | towns                   |
| Republiek Zimbabwe | provincies | lokale bestuursgebieden |
| Toelichting: 1. 2. 3. 4. 5. 6. 7. 8. 9. - De aanduiding town wordt niet in het Nederlands vertaald. |            |                         |
| Bronnen: - (en) Constitution of the Republic of Zimbabwe (staatsinrichting, hoofdstuk 14 over lokaal bestuur) - (en) Report of the World Observatory on Subnational Government Finance and Investment: Zimbabwe, OECD/UCLG, 2019 - (en) Local Government Law, Zimbabwe Legal Information Institute |            |                         |

### Zuid-Afrika
De Republiek Zuid-Afrika (Engels: Republic of South Africa) is een onafhankelijke en algemeen erkende republiek.
| Republiek Zuid-Afrika | provincies |                    | grootstedelijke gemeente |
| Republiek Zuid-Afrika | provincies | districtsgemeenten | lokale gemeenten         |
| Toelichting: 1. 2. 3. 4. 5. 6. |            |                    |                          |
| Bronnen: - (en) Constitution of the Republic of South Africa, 1996 (staatsinrichting, hoofdstuk 6 over provinces en hoofdstuk 7 over gemeenten) - (en) Commonwealth Local Government Handbook: South Africa, Commonwealth Local Government Forum, 2018 - (en) Report of the World Observatory on Subnational Government Finance and Investment: South Africa, OECD/UCLG, 2019 - (en) Participatory Local Democracy: South Africa, The Hunger Project, 2019 |            |                    |                          |

### Zuid-Soedan
De Republiek Zuid-Soedan (Engels: Republic of South Sudan; Swahili: Jamhuri ya Sudan Kusini) is een onafhankelijke en algemeen erkende republiek.
| Republiek Zuid-Soedan | staten | steden    | blokken    | wijken |
| Republiek Zuid-Soedan | staten | gemeenten | blokken    | wijken |
| Republiek Zuid-Soedan | staten | towns     | towns      | wijken |
| Republiek Zuid-Soedan | staten | county's  | districten | boma's |
| Toelichting: 1. 2. 3. 4. 5. 6. 7. 8. 9. 10. 11. - De aanduiding town wordt niet in het Nederlands vertaald. |        |           |            |        |
| Bronnen: - (en) Constitution of the Republic of South Sudan (staatsinrichting, deel 11 over de staten en het lokaal bestuur) - (en) Local Government Act - (en) Participatory Local Democracy: South Sudan, The Hunger Project, 2019 (sterk verouderd) - (en) Iffat Idris: Local governance in South Sudan: overview, K4D, 2017 - (de) Payam (Verwaltungseinheit) |        |           |            |        |

## Algemene bronnen
- (en) Constitute met een overzicht van grondwetten wereldwijd
- (en) Constitutions, Legislationsonline met toegang tot grondwetten van de lidstaten van de Organisatie voor Veiligheid en Samenwerking in Europa (OVSE/OSCE)
- (en) Country profiles: regional facts and figures, OECD met een beschrijving van het bestuur in de lidstaten van de Organisatie voor Economische Samenwerking en Ontwikkeling (OESO/OECD).
- (en) Subnational Governments Around the World, Country Profiles, OECD met schematisch overzicht van lokaal bestuur in lidstaten van de OESO en andere landen
- (en) Local and Regional Government in Europe. Structures and Competences, Council of European Municipalities, 2011 met een overzicht van regionaal en lokaal bestuur in Europa
- (en) Divisons of Powers, European Committee of the Regions met overzichten van sub-nationaal bestuur in de Europese Unie, kandidaatleden, potentiële kandidaten, Eastern partnership landen, Southern Neigbourhood Area landen en IJsland
- (en) Commonwealth Local Government Handbook and individual country profiles, Commonwealth Local Government Forum met beschrijvingen van lokaal bestuur in de lidstaten van het Gemenebest
- (en) The Hunger Project. Participatory Local Democracy, country profiles, The Hunger Project met beschrijvingen van lokale democratie van veel landen in de wereld
- (en) Country Codes Collection, International Organization for Standardization met per land een overzicht van het eerste decentrale niveau